# Ossificação intramembranosa

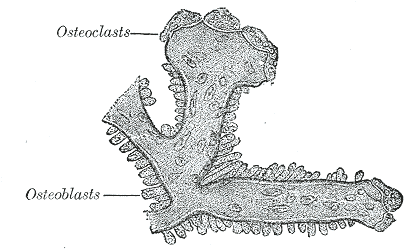

A ossificação intramembranosa é um dos dois tipos de formação óssea existentes e é responsável pelo desenvolvimento dos ossos chatos ou laminados, especialmente aqueles que se encontram no crânio. 
Esse tipo de ossificação acontece no interior das membranas do tecido conjuntivo, o chamado centro de ossificação primária. As células mesenquimáticas se diferenciam em osteoblastos. Estes, por sua vez, sintetizam osteoides (matriz óssea recém-sintetizada), que se mineralizam, dando origem aos osteócitos. Vários desses centros de ossificação acontecem simultaneamente dentro de uma membrana de tecido conjuntivo. Desse modo, as traves ósseas formadas dão aspecto esponjoso ao osso, propiciando a penetração de vasos sanguíneos nessas cavidades formadas, originando a medula óssea. A parte da membrana conjuntiva que não sofre ossificação passa a constituir o endósteo e o periósteo, para dentro e para fora. 
Enquanto na ossificação endocondral ocorre o desenvolvimento ósseo do centro para as extremidades, na intramembranosa ocorre de forma diferente, partindo de núcleos de ossificação, que se expandem e se juntam ao longo do tempo. O crânio, por exemplo, ossifica desta maneira. Por esse motivo, deve-se tomar cuidado ao pegar na cabeça dos recém-nascidos (fontanelas) para não afetar o encéfalo que ainda não está totalmente protegido.